# 大阪チタニウムテクノロジーズラグビー部
大阪チタニウムテクノロジーズラグビー部（おおさかチタニウムテクノロジーズラグビーぶ、アルファベット表記：OSAKA Titanium technologies Rugby Football Club）は、大阪チタニウムテクノロジーズのラグビーユニオンチーム。

## 概要
所在地は、兵庫県尼崎市にある。

## 歴史
- 1954年 「大阪チタニウムラグビー部」として創部[2]
- 1993年 「住友シチックスラグビー部」に名称変更
- 2002年 「住友チタニウムラグビー部」に名称変更
- 2008年 「大阪チタニウムテクノロジーズラグビー部」に名称変更

## リーグ戦戦績
- 2004-2005 トップウェストC 6位
- 2005-2006 トップウェストC 3位
- 2006-2007 トップウェストC 準優勝、リーグ再編に伴いトップウェストBへ参加[3]
- 2007-2008 トップウェストB 5位
- 2008-2009 トップウェストB 4位
- 2009-2010 トップウェストB 4位
- 2010-2011 トップウェストB 5位
- 2011-2012 トップウェストB 5位
- 2012-2013 トップウェストB 3位
- 2013-2014 トップウェストB 4位
- 2014-2015 トップウェストB 6位（5敗）、リーグ再編に伴いトップウェストCへ参加[4]
- 2015-2016 トップウェストC 6位（2勝5敗）
- 2016-2017 トップウェストC 8位（7敗）
- 2017-2018 トップウェストC 5位（3勝3敗）
- 2018-2019 トップウェストC 8位（0勝6敗）、入れ替え戦・勝利、トップウェストCに残留
- 2019-2020 トップウェストC 8位（0勝6敗）、府県リーグに降格

## 尼崎市のスポーツチーム
- アサヒ飲料チャレンジャーズ
- SHIONOGIレインボーストークス
- 兵庫デルフィーノ